# Progomphus bellei
Progomphus bellei là một loài chuồn chuồn ngô thuộc họ Gomphidae. Nó là loài đặc hữu của Hoa Kỳ. Các môi trường sống tự nhiên của chúng là sông và hồ nước ngọt.